# Annie Corley
Pour les articles homonymes, voir Corley.
Annie Corley, née le 1er janvier 1960 à Lafayette, (Indiana, États-Unis), est une actrice américaine.

## Biographie
Formation : Université DePauw

## Filmographie

### Au cinéma
- 1992 : Malcolm X : TV Reporter
- 1995 : Sur la route de Madison (The Bridges of Madison County) : Carolyn Johnson
- 1996 : Box of Moonlight : Deb Fountain
- 1997 : Sauvez Willy 3 (Free Willy 3: The Rescue) : Drew Halbert
- 1999 : Last Chance : Polly
- 1999 : L'Œuvre de Dieu, la part du Diable (The Cider House Rules) : Carla
- 2000 : If You Only Knew : Joanne
- 2000 : Un été sur Terre (Here on Earth) : Betsy Arnold
- 2000 : Forever Lulu : Millie Ellsworth
- 2002 : Juwanna Mann : Coach Rivers
- 2003 : Pur Sang, la légende de Seabiscuit : Mrs. Pollard
- 2003 : 21 Grammes (21 Grams) : Trish
- 2003 : Monster : Donna
- 2006 : Stick It : Officer Ferguson
- 2008 : The Lucky Ones : Jeanie Klinger
- 2009 : Arlen Faber : Mrs. Gold
- 2009 : Que justice soit faite (Law Abiding Citizen) : Judge Laura Burch
- 2009 : Crazy Heart : Donna
- 2010 : Faster : Mother

### À la télévision
- 1990 : New York, police judiciaire : la stewart (saison 1, épisode 1)

saison 2ep 12 FBI porté disparue 
- 2005 : New York, police judiciaire : Christine Hill (saison 16, épisode 10)
- 2012 : 193 coups de folie (Blue-Eyed Butcher), téléfilm de Stephen Kay
- 2017 : New York, unité spéciale : Rosemary Taylor (saison 19, épisode 6)